# Robinga Schnögelrögel
Robinga Schnögelrögel ist der Alias von Robin König (* um 2000), eines deutschen Naturschützers und Medienschaffenden.
König nennt sich „Plantfluencer“ und informiert in Beiträgen auf Instagram und weiteren Social-Media-Kanälen in schnellen fachlichen Abrissen über den Erhalt und die Rückgewinnung von Biodiversität. Er klärt über unterschiedlichste heimische Pflanzen und Tierarten auf, deren Eigenheiten, Bedürfnisse und Wechselbeziehungen und thematisiert die Auswirkungen der Klimakrise und die Empfindlichkeit des Ökosystems.

## Leben
Robin König stammt aus Berlin und startete eine Ausbildung zum Bankkaufmann. Da die ihn allerdings nach eigener Aussage nicht ausfüllte, begann er sich für Natur, Gärten und das Gärtnern zu interessieren. Er begann Gartenbauliche Phytotechnologie an der Berliner Hochschule für Technik (BHT) und Agrarwissenschaften an der Humboldt-Universität zu Berlin zu studieren.
Er übernahm einen naturnahen Garten in Berlin-Pankow. 2020 startete er mit kurzen Clips aus seinem Garten auf Instagram als „Plantfluencer“. König begann früh mit Folgen der Reihen Pflanzen / Tiere die ich liebe und Pflanzen Tiere, die ich hasse, bei denen er z. B. invasive Arten disst.
Der Grimme-Preis stellt ihn wie folgt vor: König spreche „in der Kulisse seines eigenen Gartens – über Artenvielfalt und Biodiversität und klärt über das Zusammenspiel von Insekten und Futterpflanzen auf. Mit fachlicher Kompetenz und bisweilen auch deutlicher Kritik – beispielsweise an vorgefertigten Insektenhotels – gibt er mit schnellen und umgangssprachlichen Formulierungen Tipps für das insektenfreundliche Gärtnern und vermittelt auf unterhaltsame Art und Weise Fachwissen.“
2024 wurde König für seine Arbeit sowohl mit dem Grimme Online Award und dem UmweltMedienpreis der Deutschen Umwelthilfe (DUH) ausgezeichnet. Er ließ seine Follower darüber abstimmen, zu welcher der gleichzeitig stattfindenden Preisverleihung er gehen solle. Seine Fans stimmten für den Umweltpreis der DUH.
Neben den Social-Media-Kanälen produziert König auch den Podcast Weird Animals und gemeinsam mit Jean-Philippe Kindler den Podcast Freunde werden, der „das Politische als Vehikel für das Schaffen von Verbundenheit“ ergründen soll.
Auf Instagram (Meta) folgen König 2024, 240.000 und 2025 rund 400.000 Menschen.